# Jared Tyler
Jared Tyler, (Tulsa, Oklahoma, 3 maart 1978) is een Amerikaans singer-songwriter.
Tyler stond in het voorprogramma van artiesten als Nickel Creek, Merle Haggard, Wilco, Keb’ Mo’, Shelby Lynne, Dave Wilcox, Shannon Lawson, Willis Alan Ramsey, Buddy Miller, en Emmylou Harris. Ook toerde hij met Malcolm Holcombe. Op diens album 'Not Forgotten' (2006) wordt de klank sterk bepaald door de dobro en lapsteel van Jared.
In 2007 bracht hij zijn eerste solo-album Blue Alleluia uit, waaraan onder anderen Mary Kay Place, Jelly Roll Johnson en Emmylou Harris meewerkten.

## Optredens in Nederland en België
Met Malcolm Holcombe:
- 19 april 2008: Blue Highways Festival (Utrecht)

## Discografie
- Blue Alleluia (2007)

## Filmografie
- Raymond in Killer Diller (2005)